# چارلی گریپوین
چارلی گریپوین (انگلیسی: Charley Grapewin؛ ۲۰ دسامبر ۱۸۶۹ – ۲ فوریهٔ ۱۹۵۶) هنرپیشه اهل کشور آمریکا بود. وی بین سال‌های ۱۹۰۰ تا ۱۹۵۱ میلادی فعالیت می‌کرد.

## فیلمشناسی
- هیچ یک از مردانش (۱۹۳۲)
- بانو و آقا (۱۹۳۲)
- زیارت (۱۹۳۳)
- آنی در گرین گیبلز (۱۹۳۴)
- کشیش قاضی (۱۹۳۴)
- آلیس آدامز (۱۹۳۵)
- شانگهای (۱۹۳۵)
- بانوی برچسب خورده (۱۹۳۶)
- ناخداهای دلیر (۱۹۳۷)
- خاک خوب (۱۹۳۷)
- سه رفیق (۱۹۳۸)
- جادوگر شهر از (۱۹۳۹)
- خوشه‌های خشم (۱۹۴۰)
- جاده تنباکو (۱۹۴۱)
- آتلانتیک سیتی (۱۹۴۴)
- ماسه (۱۹۴۹)